# Berga
Berga település Spanyolországban, Barcelona tartományban. Lakosainak száma 17 160 fő (2024).

## Földrajza
Berga Cercs, Olvan, Avià, Capolat és Castellar del Riu községekkel határos.

## Testvértelepülések
- Högsby Municipality

## Népesség
A település lakosságának változását az alábbi diagram mutatja:
| Lakosok száma | 1802 | 5269 | 7322 | 10 241 | 14 586 | 15 753 | 17 160 | 16 456 | 16 494 | 17 160 |
|               | 1717 | 1887 | 1936 | 1960   | 1986   | 2004   | 2009   | 2014   | 2019   | 2024   |